# العلاقات البلجيكية الشمال مقدونية
العلاقات البلجيكية الشمال مقدونية هي العلاقات الثنائية التي تجمع بين بلجيكا وشمال مقدونيا.

## مقارنة بين البلدين
هذه مقارنة عامة ومرجعية للدولتين:
| وجه المقارنة                                              | بلجيكا                                                                              | شمال مقدونيا                                               |
| --------------------------------------------------------- | ----------------------------------------------------------------------------------- | ---------------------------------------------------------- |
| المساحة (كم2)                                             | 30.53 ألف                                                                           | 25.71 ألف                                                  |
| عدد السكان (نسمة)                                         | 11.37 مليون                                                                         | 2.08 مليون                                                 |
| الكثافة السكانية (ن./كم²)                                 | 372.42                                                                              | 80.9                                                       |
| العاصمة                                                   | بروكسل                                                                              | إسكوبية                                                    |
| اللغة الرسمية                                             | اللغة الهولندية، لغة فرنسية، اللغة الألمانية                                        | اللغة المقدونية، اللغة الألبانية                           |
| العملة                                                    | يورو، فرنك بلجيكي                                                                   | دينار مقدوني                                               |
| الناتج المحلي الإجمالي (بليون دولار)                      | 492.68 مليار                                                                        | 11.34 مليار                                                |
| الناتج المحلي الإجمالي (تعادل القوة الشرائية) بليون دولار | 514.74 مليار                                                                        | 29.26 مليار                                                |
| الناتج المحلي الإجمالي الاسمي للفرد دولار أمريكي          | 40.32 ألف                                                                           | 4.85 ألف                                                   |
| الناتج المحلي الإجمالي للفرد دولار أمريكي                 | 43.44 ألف                                                                           | 16.25 ألف                                                  |
| مؤشر التنمية البشرية                                      | 0.890                                                                               | 0.747                                                      |
| رمز المكالمات الدولي                                      | +32                                                                                 | +389                                                       |
| رمز الإنترنت                                              | .be                                                                                 | .mk                                                        |
| المنطقة الزمنية                                           | توقيت وسط أوروبا، ت ع م+01:00، ت ع م+02:00، توقيت وسط أوروبا الصيفي، أوروبا/بروكسل ‏ | توقيت وسط أوروبا، ت ع م+01:00، ت ع م+02:00، أوروبا/سكوبيه ‏ |

## مدن متوأمة
في ما يلي قائمة باتفاقيات التوأمة بين مدن بلجيكية وشمال مقدونية:
- ترتبط Waremme [الإنجليزية]‏ مع إسكوبية باتفاقية توأمة.

## منظمات دولية مشتركة
يشترك البلدان في عضوية مجموعة من المنظمات الدولية، منها:
| علم المنظمة | اسم المنظمة                               | تاريخ انضمام بلجيكا | تاريخ انضمام شمال مقدونيا |
| ----------- | ----------------------------------------- | ------------------- | ------------------------- |
|             | الاتحاد البريدي العالمي                   | ?                   | ?                         |
|             | مؤسسة التنمية الدولية                     | 2 يوليو 1964        | 25 فبراير 1993            |
|             | منظمة حظر الأسلحة الكيميائية              | ?                   | ?                         |
|             | الأمم المتحدة                             | 27 ديسمبر 1945      | 8 أبريل 1993              |
|             | منظمة التجارة العالمية                    | ?                   | ?                         |
|             | المنظمة الأوروبية لسلامة الملاحة الجوية   | 1960                | 1998                      |
|             | وكالة ضمان الاستثمار متعدد الأطراف        | 18 سبتمبر 1992      | 19 مارس 1993              |
|             | منظمة الشرطة الجنائية الدولية             | ?                   | ?                         |
|             | مؤسسة التمويل الدولية                     | 27 ديسمبر 1956      | 25 فبراير 1993            |
|             | البنك الدولي للإنشاء والتعمير             | 27 ديسمبر 1945      | 25 فبراير 1993            |
|             | الاتحاد الدولي للاتصالات                  | 1866                | 4 مايو 1993               |
|             | مجلس أوروبا                               | ?                   | ?                         |
|             | منظمة الأمن والتعاون في أوروبا            | 25 يونيو 1973       | 12 أكتوبر 1995            |
|             | المركز الدولي لتسوية المنازعات الاستشارية | 26 سبتمبر 1970      | 26 نوفمبر 1998            |
|             | يونسكو                                    | 29 نوفمبر 1946      | 28 يونيو 1993             |

## وصلات خارجية
- موقع وزارة الخارجية البلجيكية